# Amram
Amram ist ein hebräischer Personenname (עמרם). Auf Arabisch lautet er Imran (عمران, DMG ʿImrān).

## Etymologie
Der typische westsemitische Personenname Am(i)ram bedeutet etwa Onkel ist erhaben. Onkel bezeichnet hier genauer den Bruder des Vaters. Dieses Namensbildungselement ist wahrscheinlich als vergöttlichter Ahne zu deuten.

## Herkunft
Der Name Amram kommt im Tanach zweimal vor:
- Nach Ex 6,20 EU waren Amram und seine Frau Jochebed die Eltern von Mose und Aaron. Nach Num 26,58f EU war Jochebed eine Tochter Levis, des Stammvaters der Leviten. Sie habe ihm zudem Mirjam geboren. Diese wird in Ex 15,20 EU Prophetin genannt, die ein Loblied für JHWH nach der Rettung aus dem Schilfmeer anstimmte. Alle drei Kinder führten die Israeliten nach der biblischen Erzählung aus der Sklaverei in Ägypten bis in das gelobte Land. Von Amram selbst ist dabei nichts mehr überliefert.

- Esr 10,34 EU nennt einen Amram als einen der Heimkehrer aus dem babylonischen Exil (um 539). Demnach war er Priester und hatte eine ausländische Frau geheiratet. Als sein Vater wird ein Bigwai genannt.

## Amram im Koran
Sure 66:12  des Koran bezieht den Namen in der arabischen Schreibweise ‘Imrān auf den Vater Maryams. Dort ist er demnach der Großvater Isa ibn Maryams (Jesu von Nazaret), der im Protevangelium des Jakobus Joachim heißt. 
In Sure 3:33  wird die „Sippe Amrams“ (Āl ʿImrān) der „Sippe Abrahams“ (Āl Ibrāhīm) als von Gott erwählte Familie an die Seite gestellt. Da die „Sippe Amrams“ eines der Hauptthemen der Sure ist, hat sie den Namen Āl ʿImrān erhalten.

## Verbreitung
In der Schweiz tragen insgesamt nur 5 Personen den Namen (Stand 2022). Amram kommt in Schweden als Jungen- und Mädchenname vor, jedoch ist er sehr selten. Der Name wird in den USA seit Ende der 1990er Jahre gelegentlich vergeben, seitdem wurden etwa 110 Jungen so genannt. In Kanada hingegen ist er ein sehr seltener Name.

## Bekannte Namensträger

### Vorname
- Amram von Mainz, (Amram de Mayence oder Amram Mentz; 10. Jh.), sagenumwobener Rabbi aus Mainz
- Amram Mitzna (* 1945), deutsch-israelischer Politiker
- Amram Nowak (1927–2005), US-amerikanischer Filmproduzent, Filmregisseur und Autor
- Amram ben Scheschna (gest. ≈ 880), seit ca. 860 Gaon zu Sura als Nachfolger von Natronaj II.

### Familienname
- Dave Amram (* 1930), US-amerikanischer Jazzmusiker (Hornist) und Komponist
- David Werner Amram (1866–1939), US-amerikanischer Jurist und Judaist
- Megan Amram (* 1987), US-amerikanische Drehbuchautorin, Komikerin, Schauspielerin und Produzentin
- Robert Amram (* 1935), US-amerikanischer Filmregisseur und Drehbuchautor